# Avro Manchester
Avro 679 Manchester byl britský dvoumotorový bombardovací letoun vyvinutý a vyráběný britskou společností Avro. Přestože nevznikl ve velkém počtu, je známý jako předchůdce slavnějšího a úspěšnějšího čtyřmotorového letounu Avro Lancaster, který se stal jedním z nejschopnějších strategických bombardérů druhé světové války.
Manchester vznikl v souladu s požadavkem P.13/36 stanoveným britským ministerstvem letectví, které hledalo střední bombardér jako možnou náhradu dvoumotorových starších bombardérům u RAF jako Armstrong Whitworth Whitley, Handley Page Hampden a Vickers Wellington. K prvním letu došlo 25. července 1939 a do služby byl Manchester zařazen v listopadu 1940, sotva dvanáct měsíců po vypuknutí konfliktu.
Provozován byl RAF i kanadským královským letectvem (RCAF); především kvůli nedostatečně vyvinutým, slabým a nespolehlivým motorům byl Manchester považován za zklamání. Výroba by skončila v roce 1941, vývoj však pokračoval a vyústil ve čtyřmotorý těžký bombardér s motory Merlin, který vešel ve známost jako Lancaster.

## Vývoj

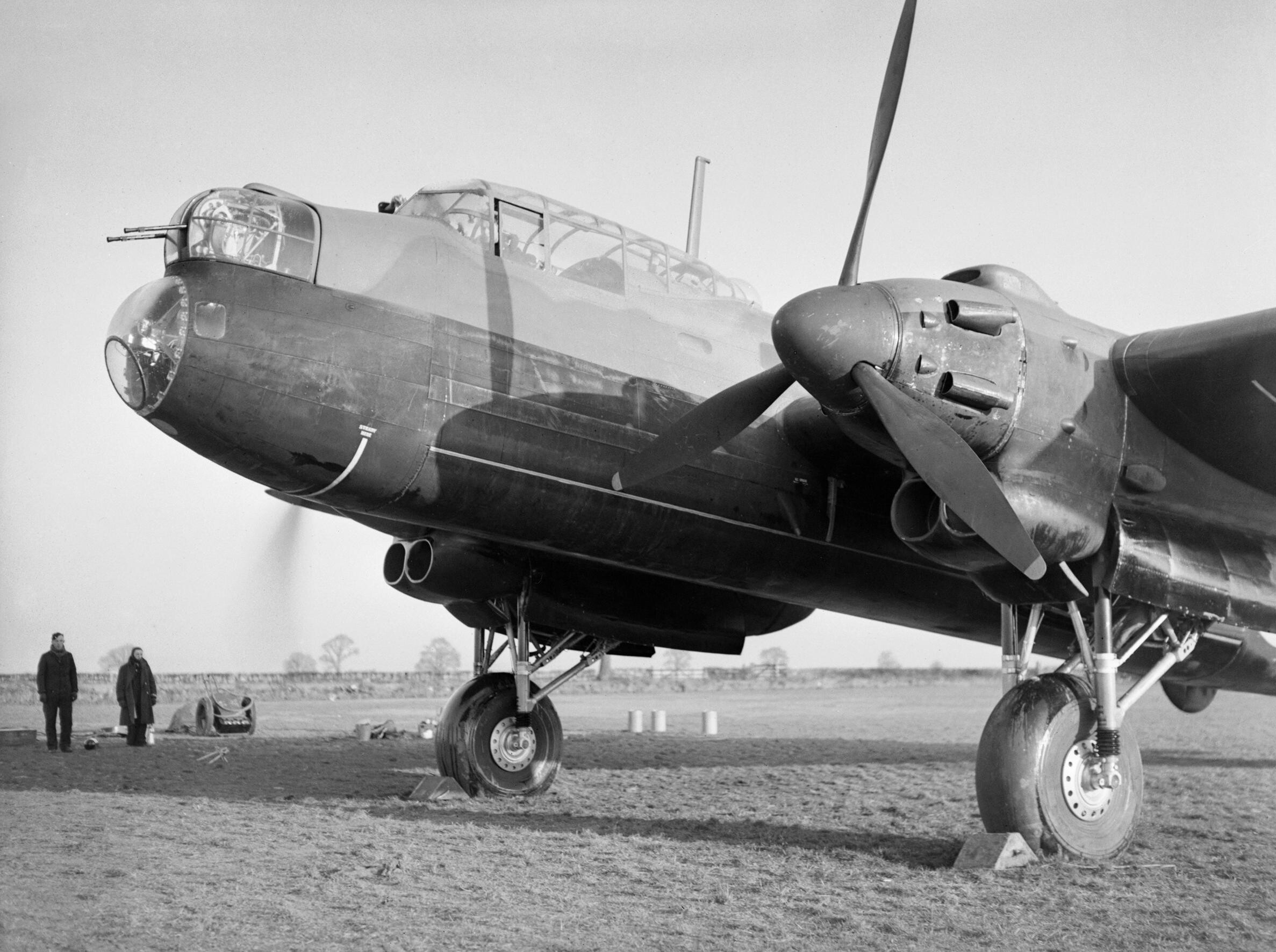
Avro Manchester Mk.I z No. 207 Squadron RAF ve Waddingtonu, Lincolnshire, 12. září 1941.

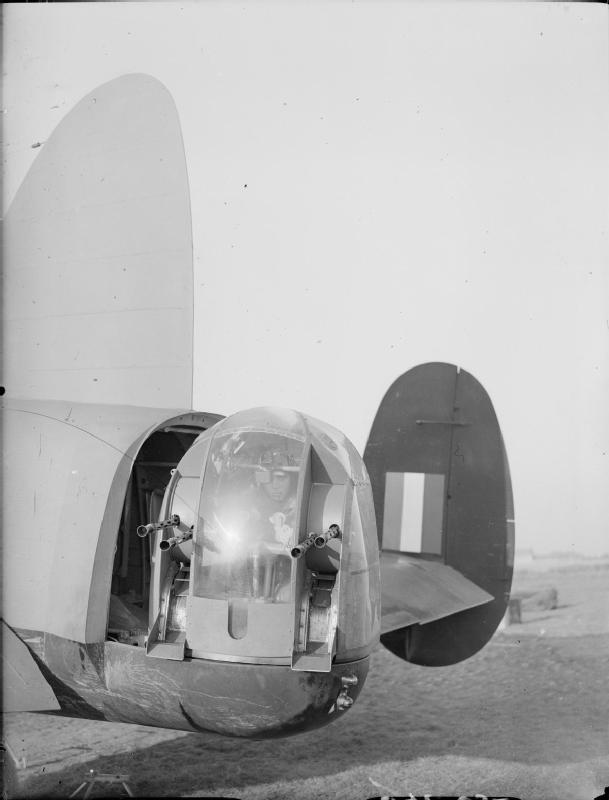
Detail zadní střelecké věže letounu Avro 679 Manchester

Vývoj letounu byl zahájen roku 1936 a první prototyp vzlétl na letišti Ringway 25. července 1939. První vyrobený Manchester zatím nenesl střelecké věže a byl opatřen původními menšími dvojitými svislými ocasními plochami.
Druhý prototyp s třemi střeleckými věžemi vzlétl 26. května 1940 ve Woodfordu. Ukázalo se, že stroj má závažné nedostatky, jeho výkony nebyly takové, aby splňovaly zadání projektu. Oba prototypy trpěly za letu nedostatečnou směrovou stabilitou, proto bylo rozpětí jejich křídla zvětšeno na 27,46 m a byly opatřeny třetí kýlovou plochou.
Následujících prvních dvacet sériových letounů Avro 679 Manchester Mk.I bylo dodáno s vodorovnou ocasní plochou o rozpětí 8,53 m, všechny další s rozpětím 10,05 m. Začátkem roku 1941 byla montáž spodních vysunovacích střeleckých věží FN 21A nahrazena instalací hřbetních věží FN 7. Od června 1941 tak z výrobních linek Avro a Metropolitan-Vickers v Manchesteru vycházela finální verze Manchester Mk.IA. Tyto stroje měly navíc zvětšeny svislé ocasní plochy pozměněného tvaru a nenesly již třetí kýlovou plochu. Na tento standard byly zpětně upraveny všechny dříve vyrobené Manchestery Mk.I.
V lednu roku 1941 byl dokončen a zalétán typ Manchester Mk.III, který poháněly motory Rolls-Royce Merlin X. Vznikl přestavbou sériového stroje prodloužením křídla s novými pohonnými jednotkami. Ani zde se nepodařily odstranit veškeré nedostatky, vznikl však předchůdce letounu Avro Lancaster. Celkem bylo vyrobeno 201 kusů.

## Bojové nasazení
První Manchester Mk.I (sér. č. L7276) převzala 207. bombardovací peruť 4. bombardovací skupiny z Waddingtonu v Lincolnshire v listopadu 1940. K prvnímu bojovému letu byly Manchestery této squadrony vyslány v noci z 24. na 25. února 1941. Jejich cílem byl německý křižník třídy Admiral Hipper kotvící v brestském přístavu.
Manchestery se v počtu 36 strojů účastnily také operace Millenium v noci z 30. na 31. května 1942, ve které RAF nasadila 1 047 bombardérů v náletu na Kolín nad Rýnem. Jejich poslední bojovou akcí byl další nálet tisíce bombardérů v noci z 25. na 26. června 1942, mířícího na Brémy.
Letouny Avro Manchester byly užívány k bombardování měst, objektů i lodí a ke kladení min do moře. Mezi osádkami byly neoblíbené pro časté požáry motorů, nespolehlivost a vibrace.

## Specifikace (Manchester Mk I)
Aircraft of the Royal Air Force 1918–57, Avro Aircraft since 1908, Flight

### Technické údaje
- Osádka: 7 mužů
- Rozpětí: 27,46 m
- Délka: 21,34 m
- Výška: 5,94 m
- Nosná plocha: 105,1 m²
- Hmotnost prázdného letounu: 14 152 kg
- Maximální vzletová hmotnost: 22 680 kg
- Pohonná jednotka: 2 × 24 válcový motor do X Rolls-Royce Vulture I, každý o výkonu 1 760 k (1 310 kW)

### Výkony
- Maximální rychlost: 426 km/h
- Cestovní rychlost: 360 km/h
- Dostup: 5 852 m
- Dolet: 1 930 km s max. nákladem pum (4 695 kg)

### Výzbroj
- 8 × kulomet Browning ráže .303 (7,7 mm) v příďové (2), hřbetní (2) a záďové (4) střelecké věži,
- až 4 695 kg pum v trupové pumovnici